# Dagmar Burešová

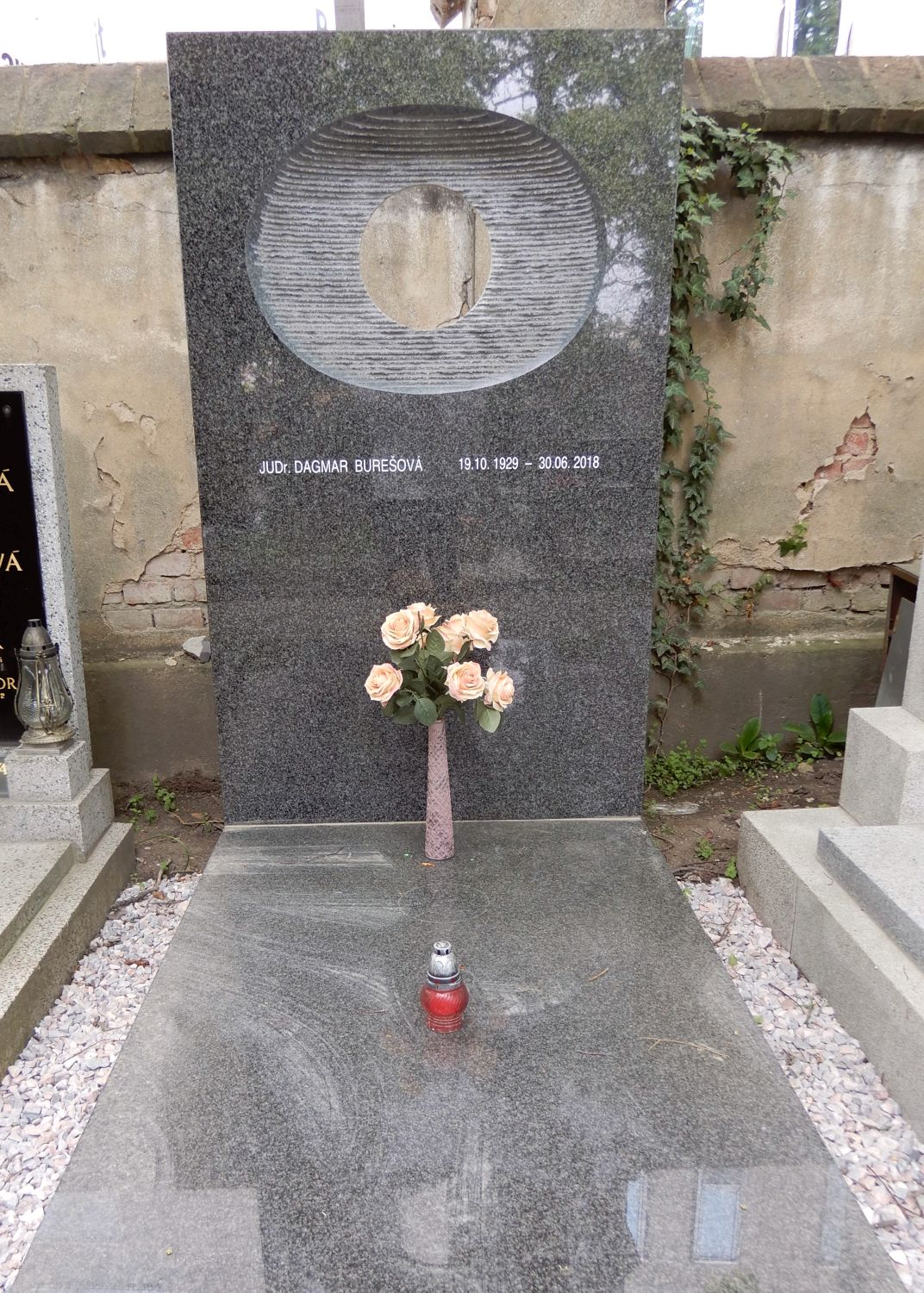
Hrob Dagmar Burešové, Střešovický hřbitov

Dagmar Burešová (19. října 1929 Praha – 30. června 2018 Praha) byla česká advokátka, politička a skautka.

## Život a rodina
Žila v Praze. Narodila se 19. října 1929 a s dvěma bratry vyrostla v rodině advokáta Josefa Kubišty, který se specializoval na pojistné právo. Celá rodina byla striktně masarykovská, žádný člen rodiny nikdy nevstoupil do komunistické strany. Na gymnáziu byla skautkou a nesouhlasila s jednotnou mládežnickou organizací. V roce 1948 odmaturovala na reálném gymnáziu Jana Masaryka. V roce 1950 se na Staroměstské radnici provdala za lékaře, pediatra Radima Bureše (1927 - 2023). Bydleli s Radimovými rodiči v jejich rodinné vile ve Střešovicích, Na Ořechovce čp. 477/59, kde bydlela až do své smrti. Měli spolu dvě dcery, starší Zuzanu a mladší Lucii. Zuzana se narodila až osm let po svatbě, jelikož Radim dlouho pracoval v Litoměřicích, kam denně dojížděl. Starší dcera Zuzana, dnes Špitálská, je od roku 1987 také právničkou. Převzala Dagmařinu advokátní kancelář, která se specializuje na náhrady škod na zdraví. Působí v ní i Dagmařin vnuk, opět právník, Jakub. Druhorozená dcera Lucie vystudovala ekonomii, má dva syny. K rodinným přátelům patřila např. rodina Václava Havla, nebo lékařka a spisovatelka Jaroslava Moserová, která bydlela nedaleko. O domácnost se kvůli náročné advokátní práci starala Dagmařina tchyně Charlotte Burešová, přičemž spolu velmi dobře vycházely. Po Charlottině smrti se o domácnost a výchovu dcer staral manžel Radim. V roce 1993 a 1996 absolvovala dvě operace krční páteře. V roce 2010 doma upadla, zlomila si ruku a její stav se zhoršil. Od té doby byla upoutaná na lůžko a pečoval o ni manžel. Zemřela 30. června 2018 v 88 letech.
Ve volném čase hrála karty (oblibu v bridži měl již její otec), volejbal za advokátní poradny a ráda lyžovala. Od StB, která ji sledovala, získala přezdívku „Dáma“ – byla vždy slušná, elegantní, upravená. V kanceláři ji odposlouchávali pomocí štěnic. V roce 2002 jí prezident republiky Václav Havel udělil Řád T. G. Masaryka IV. třídy.

## Působení v právu
Vystudovala pražskou Právnickou fakultu Karlovy Univerzity, kterou absolvovala v roce 1952. Po ukončení studia nastoupila do advokátní komory. Její specializací a doménou bylo pracovní právo a problematika náhrad škod na zdraví za pracovní úrazy. V období tzv. normalizace zastupovala kolem sta osob stíhaných totalitním režimem, mj. Milana Kunderu, Ivana Medka nebo Karla Kyncla. Téměř všechny případy vyhrávala, protože pracovní právo ovládala perfektně. Na druhé straně stáli podnikoví a kádroví právníci, kteří v té době v daném směru příliš nevynikali. Nejznámějším případem je zastupování matky Jana Palacha Libuše Palachové v procesu s komunistickým poslancem Vilémem Novým, jenž pronášel lživé teorie ohledně smrti Jana Palacha. I přesto, že Burešová od začátku procesu věděla, že to nebude pro ni a její rodinu jednoduché, rozhodla se případu ujmout a bojovat za pravdu. Ona i její manžel byli několikrát vyslýcháni StB a byli perzekvováni. StB jí dokonce zabavila pas na sedm let. Její mladší dcera Lucie již nesměla být přijata na gymnázium. I přes tyto a mnoho dalších komplikací se D. Burešová nevzdávala a nelitovala, že případ vzala. Řídila se heslem „zbabělost by měla být trestná“. Kauzu volně zachycuje třídílná televizní série Hořící keř. Jako advokátka pracovala do roku 1989. Advokátní kancelář po ní převzala starší dcera Zuzana, která se zaměřuje na stejnou problematiku, tudíž náhrady škody na zdraví. Zuzana Burešová, provdaná Špitálská vede kancelář dodnes. V rámci soutěže Právník roku byla Dagmar Burešová v roce 2007 uvedena do právnické síně slávy.

## Působení v politice
Po pádu totalitního režimu se v prosinci 1989 stala Dagmar Burešová ministryní spravedlnosti za Občanské fórum. V jejím vstupu do politiky se angažoval např. Otakar Motejl. Tento post vykonávala do voleb, které se uskutečnily v červnu 1990. Snažila se i přes zamítavý postoj ČNR o přestavbu soudnictví. Zasadila se tak alespoň o schválení předsedů devíti krajských soudů, za které se i osobně zaručila. Mezi předsedy byl i JUDr. Rudolf Janák pro krajský soud v Ústí nad Labem. Jako ministryně spravedlnosti iniciovala vydání osobních dopisů Milady Horákové do rukou pozůstalých. Iniciovala zákon o mimosoudních rehabilitacích a podporovala velký lustrační zákon, avšak v jiné než konečné verzi, protože neuznávala princip kolektivní viny. Později se snažila společně s poslanci Janem Kalvodou a Miloslavem Výborným, ač neúspěšně, prosadit zveřejnění jmen příslušníků Státní bezpečnosti a funkcionářů KSČ, kteří přímo řídili Státní bezpečnost. V letech 1990 až 1992 působila jako předsedkyně v čele České národní rady, do které byla v prvních svobodných volbách po pádu východního bloku v červnu 1990 zvolena za Občanské fórum. Ve volbách v roce 1992 kandidovala do České národní rady za Občanské hnutí, ale Občanské hnutí získalo jen 4,9% hlasů a nebyla tedy zvolena.
Ve volbách do Senátu PČR v roce 1996 kandidovala jako nestraník za KDU-ČSL v obvodu č. 20 – Praha 4. Postoupila sice do druhého kola, ale v něm ji porazil v poměru hlasů 46,20 % : 53,80 % kandidát ODS Zdeněk Klausner.

## Další aktivity
Po obnovení Junáka v roce 1990 se na VI. řádném sněmu Dagmar Burešová stala starostkou a poté i čestnou starostkou po třetím obnovení českého skautingu. V této funkci se snažila o navrácení majetku nebo alespoň příslušnou náhradu Junákům. Také uzavřela dohodu o vzájemné spolupráci s Českým svazem ochránců přírody. Od roku 1998 do roku 2003 působila jako předsedkyně a v letech 2004–2005 jako místopředsedkyně správní rady Česko-německého fondu budoucnosti.
Od roku 1990 byla aktivní členkou hlavního výboru Masarykova demokratického hnutí.
Dnes je po ní pojmenován jeden sál poslanecké sněmovny Parlamentu ČR (Sál Dagmar Burešové).